# STS-85
STS-85 (ang. Space Transportation System) – dwunastodniowa misja amerykańskiego wahadłowca Discovery. Był to dwudziesty trzeci lot promu kosmicznego Discovery i osiemdziesiąty szósty programu lotów wahadłowców.

## Załoga
źródło
- Curtis Brown (4)*, dowódca
- Kent Rominger (3), pilot
- Nancy Jan Davis (3), specjalista misji 1
- Stephen Robinson (1), specjalista misji 3
- Robert Curbeam (1), specjalista misji 2
- Bjarni Tryggvason (1), specjalista ładunku (Kanada)

*(liczba w nawiasie oznacza liczbę lotów odbytych przez każdego z astronautów)
Uwagi: początkowo w misji miał wziąć udział Jeffrey Ashby (byłby to jego pierwszy lot), ale zrezygnował z powodów osobistych.

## Parametry misji
- Masa: 
  - startowa orbitera: - kg
  - lądującego orbitera: 98 847 kg[1]
  - ładunku: 9191 kg
- Perygeum: 249 km[1]
- Apogeum: 261 km[1]
- Inklinacja: 57,0°[1]
- Okres orbitalny: 89,6 min[1]

## Cel misji
Umieszczenie na orbicie, a następnie przechwycenie satelity CRISTA-SPAS-02 (Cryogenic Infrared Spectrometres and Telescopes for the Atmosphere – Shuttle Pallet Satellite-2). Platforma SPAS to najczęściej kilkudniowy satelita wykorzystywany do badań naukowych. Do jego wypuszczenia i ponownego umieszczenia w luku promu wykorzystywano manipulator wahadłowca bez konieczności spaceru kosmicznego.